# مقاطعة كليبر
مقاطعة کلیبر (بالفارسية: شهرستان کلیبر) هي إحدى مقاطعات محافظة أذربيجان الشرقية في إيران. عاصمة المقاطعة هي كليبر. حسب تعداد 2006، بلغ عدد السكان (متضمنًا الأجزاء التي انفصلت لاحقًا وكونت مقاطعة خدا آفرين) 87,259 نسمة في 19,250 عائلة، وبدون الأجزاء المنفصلة بلغ التعداد 52,798 نسمة في 11,758 عائلة.